# Stellvertretender Premierminister (Israel)
Das Amt eines stellvertretenden Premierministers in Israel lässt sich in drei Kategorien unterteilen: Kommissarischer Premierminister, Stellvertretenden Premierminister und Vize-Premierminister. Das israelische Gesetz unterscheidet zwischen Kommissarischen Premierminister (מלא מקום ראש הממשלה) und dem geschäftsführenden israelischen Interims-Premierministern. So darf das Amt des israelischen kommissarischen Premierministers ausschließlich nur für 100 aufeinanderfolgende Tage kommissarisch ausgeübt werden, solange wie der Premierminister amtsunfähig ist. Der israelische Interims-Premierminister kommt demgegenüber zum Einsatz, wenn der amtierende Premierminister für dauernd amtsunfähig erklärt wird.

## Kommissarischer Premierminister

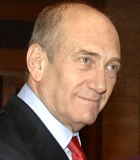
Ehud Olmert übte die Amtsgeschäfte als Ministerpräsident bis zum 14. April 2006 kommissarisch aus.

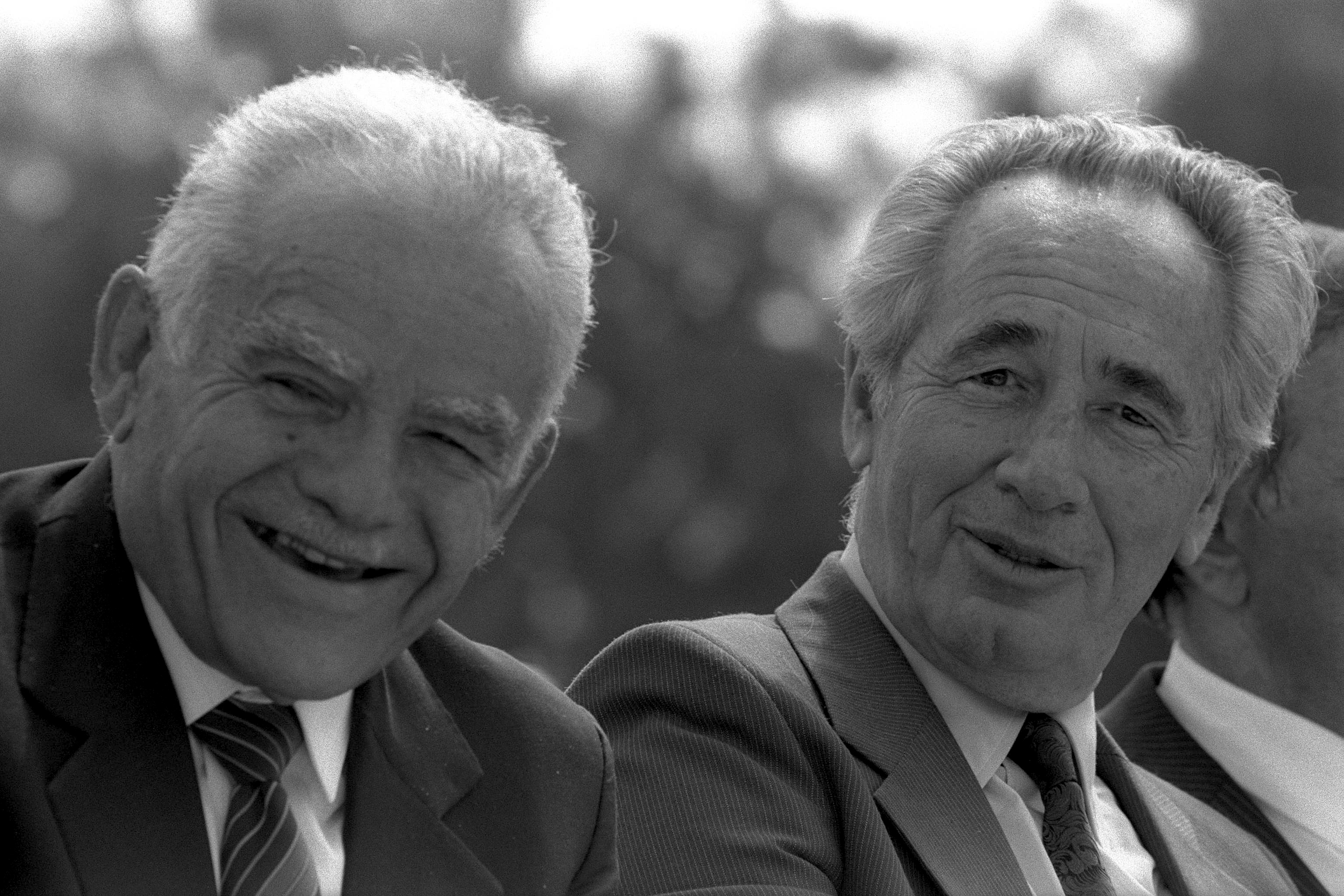
Jitzchak Schamir (links) und Schimon Peres (rechts). Beide ernannte kommissarische Premiers, ohne aktive Umsetzung des Amtes.

Der  Kommissarische Premierminister (hebräisch ממלא מקום ראש הממשלה, Memaleh Mekom Rosch HaMemschala, „Platzausfüller des Premierministers“) wurde als vorsorgliche Maßnahme für den Fall geschaffen, dass bei Ausfall des Premierministers der provisorische Premierminister sofort und ohne Weiteres die Amtsgeschäfte als Ministerpräsident zunächst kommissarisch oder interimsweise bzw. provisorisch übernehmen kann.
Der Kommissarische Premierminister ist zwar interimsweise mit der Wahrnehmung der laufenden Geschäfte beauftragt, ist jedoch nicht zu langfristigen Entscheidungen ermächtigt.
Das Amt darf nur für 100 aufeinanderfolgende Tage kommissarisch ausgeübt werden, solange wie der Premierminister amtsunfähig ist. Während in anderen Länder die Bezeichnung „Acting Prime Minister“ sich nur auf eine einmalige gegenwärtig ausgeführte Rolle bezieht, wird in Israel die Bezeichnung auch für einen zum „Acting Prime Minister“ ernannten Knessetabgeordneten verwendet, auch wenn die zu ausführende Tätigkeit niemals aktuell wird und nur eine potentielle bzw. latente bleibt, eine im Gegebenen schlummernde Möglichkeit das Amt doch noch kommissarisch ausüben zu können. Die Aktualisierung bzw. Verwirklichung der potenziell möglichen Tätigkeit hat bis heute nur einmal stattgefunden. So als am 11. April 2006 Ariel Scharon formal für regierungsunfähig erklärt wurde und Ehud Olmert die Amtsgeschäfte als Ministerpräsident bis zum 14. April 2006 kommissarisch ausübte.
Das Amt wurde 1984 zu den Wahlen der 11. Legislaturperiode geschaffen, als Jitzchak Schamir dieses Amt am 13. September 1984 erhielt. So hatte die Koalitionsvereinbarung von HaMa’arach und Likud vorgesehen, dass Schimon Peres den Posten des israelischen Ministerpräsidenten für den ersten Teil der Amtsperiode übernehmen sollte, währenddessen sollte Schamir zum kommissarischen Premierminister ernannt werden. Im September 1986 sollte Schamir im Rahmen des Israelischen Modells Peres ablösen und dieser kommissarisch Premierminister werden. Beide übten jedoch aktiv die Geschäfte als kommissarischer Premierminister niemals aus.

### Liste inaktiver kommissarischer Premiers
| Name             | Partei     | Amtsdauer                             |
| ---------------- | ---------- | ------------------------------------- |
| Jitzchak Schamir | Likud      | 13. September 1984 – 20. Oktober 1986 |
| Schimon Peres    | HaMa’arach | 20. Oktober 1986 – 15. März 1990      |
| Ehud Olmert      | Kadima     | 28. Februar 2003 – 4. Januar 2006     |
| Tzipi Livni      | Kadima     | 4. Mai 2006 – 31. März 2009           |

### Liste aktiver kommissarischer Premiers
| Name        | Partei | Amtsdauer                       |
| ----------- | ------ | ------------------------------- |
| Ehud Olmert | Kadima | 4. Januar 2006 – 14. April 2006 |

## Stellvertretender Premierminister
Das Amt eines  Stellvertretenden Premierministers (hebräisch סגן ראש הממשלה, Segan Rosch HaMemschala) wurde 1963 geschaffen, als Abba Eban in der Regierung von Levi Eshkol diese Aufgabe erhielt. 1977 hatte Menachem Begin sogar zwei Stellvertreter.
Von 1992 bis 1996 war dieser Posten abgeschafft, wurde aber neu gebildet, als Binyamin Netanyahu 1996 gleich vier Stellvertreter ernannte. Im Regierungskabinett von Ehud Olmert waren drei Stellvertreter: einer aus seiner Partei, und die Parteivorsitzenden der anderen beiden großen Parteien aus der Regierungskoalition (Awoda und Schas). Die zweite Regierungskoalition unter Benjamin Netanyahu hatte erneut vier Stellvertreter: einer aus seiner Partei (Likud), und die Parteivorsitzenden der drei anderen großen Parteien der Regierungskoalition (Schas, Ha’Atzma’ut und Yisrael Beiteinu).

### Liste stellvertretender Premierminister
| Kabinett | Name                 | Partei                               | Amtsdauer                             |
| -------- | -------------------- | ------------------------------------ | ------------------------------------- |
| 3.       | Elieser Kaplan       | Mapai                                | 25. Juni 1952 – 13. Juli 1952         |
|          |                      |                                      |                                       |
| 11.–12.  | Abba Eban            | Mapai                                | 26. Juni 1963 – 12. Januar 1966       |
| 13.–17.  | Jigal Allon          | HaMa’arach                           | 1. Juli 1968 – 10. März 1974          |
| 18.      | Simcha Ehrlich       | Likud                                | 20. Juni 1977 – 5. August 1981        |
| 18.      | Jigael Jadin         | Dasch, Tnu’a Demokratit, Parteiloser | 20. Juni 1977 – 5. August 1981        |
| 19.      | Simcha Ehrlich       | Likud                                | 5. August 1981 – 19. Juni 1983        |
| 19.      | David Levy           | Likud                                | 3. November 1981 – 10. Oktober 1983   |
| 20.      | David Levy           | Likud                                | 10. Oktober 1983 – 13. September 1984 |
| 21.–23.  | David Levy           | Likud                                | 13. September 1984 – 11. Juni 1990    |
| 21.–23.  | Jitzchak Nawon       | HaMa’arach                           | 13. September 1984 – 11. Juni 1990    |
| 24.      | David Levy           | Likud                                | 11. Juni 1990 – 13. Juli 1992         |
| 24.      | Mosche Nissim        | Likud                                | 11. Juni 1990 – 13. Juli 1992         |
|          |                      |                                      |                                       |
| 27.      | David Levy           | Gescher                              | 18. Juni 1996 – 6. Januar 1998        |
| 27.      | Sebulon Hammer       | Nationalreligiöse Partei             | 18. Juni 1996 – 20. Januar 1998       |
| 27.      | Rafael Eitan         | Tzomet                               | 18. Juni 1996 – 6. Juli 1999          |
| 27.      | Mosche Katzav        | Likud                                | 18. Juni 1996 – 6. Juli 1999          |
| 28.      | Jitzchak Mordechai   | Mifleget ha-Merkas                   | 6. Juli 1999 – 30. Mai 2000           |
| 28.      | David Levy           | Jisra’el Achat                       | 6. Juli 1999 – 4. August 2000         |
| 28.      | Benjamin Ben Eliezer | Jisra’el Achat                       | 6. Juli 1999 – 7. März 2001           |
| 29.      | Schimon Peres        | Awoda                                | 7. März 2001 – 2. November 2002       |
| 29.      | Silvan Schalom       | Likud                                | 7. März 2001 – 28. Februar 2003       |
| 29.      | Natan Scharanski     | Jisra’el ba-Alija                    | 7. März 2001 – 28. Februar 2003       |
| 29.      | Eli Jischai          | Schas                                | 7. März 2001 – 23. Mai 2002           |
| 30.      | Josef Lapid          | Shinui                               | 28. Februar 2003 – 4. Dezember 2004   |
| 30.      | Silvan Schalom       | Likud                                | 7. März 2001 – 28. Februar 2003       |
| 31.      | Amir Peretz          | Awoda                                | 4. Mai 2006 – 18. Juni 2007           |
| 31.      | Avigdor Lieberman    | Yisrael Beiteinu                     | 30. Oktober 2006 – 16. Januar 2008    |
| 31.      | Scha’ul Mofas        | Kadima                               | 4. Mai 2006 – 31. März 2009           |
| 31.      | Eli Jischai          | Schas                                | 4. Mai 2006 – 31. März 2009           |
| 31.      | Ehud Barak           | Awoda                                | 18. Juni 2007 – 31. März 2009         |
| 32.      | Avigdor Lieberman    | Yisrael Beiteinu                     | 1. April 2009 – 14. Dezember 2012     |
| 32.      | Ehud Barak           | Awoda, Ha’Atzma’ut                   | 1. April 2009 – 18. März 2013         |
| 32.      | Dan Meridor          | Likud                                | 1. April 2009 – 18. März 2013         |
| 32.      | Eli Jischai          | Schas                                | 1. April 2009 – 18. März 2013         |
| 32.      | Scha’ul Mofas        | Kadima                               | 9. Mai 2012 – 18. März 2013           |

## Vize-Premierminister
Das Amt des  Vize-Premierministers (hebräisch משנה ראש הממשלה, Mishneh Rosh HaMemshela) ist eine Ehrenbezeichnung so wie für Shimon Peres.

### Liste der Vize-Premierminister
| Kabinett | Name           | Partei            | Amtsdauer                           |
| -------- | -------------- | ----------------- | ----------------------------------- |
| 30.      | Schimon Peres  | Awoda             | 10. Januar 2005 – 23. November 2005 |
| 31.      | Schimon Peres  | Kadima            | 4. Mai 2006 – 13. Juni 2007         |
| 31.      | Chaim Ramon    | Kadima            | 4. Juli 2007 – 31. März 2009        |
| 32.      | Silvan Schalom | Likud             | 31. März 2009 – 18. März 2013       |
| 32.      | Mosche Jaalon  | Likud             | 31. März 2009 – 18. März 2013       |
| 32.      | Scha’ul Mofas  | Kadima            | 9. Mai 2012 – 19. Juli 2012         |
| 34.      | Silvan Schalom | Likud             | 14. Mai 2015 – 27. Dezember 2015    |
| 34.      | Mosche Jaalon  | Likud             | 27. Dezember 2015 – 22. Mai 2016    |
| 35.      | Benny Gantz    | Chosen LeJisra’el | 17. Mai 2020 – amtierend            |